# Ptesimogastroides hespenheidei
Ptesimogastroides hespenheidei är en stekelart som först beskrevs av Marsh 2002.  Ptesimogastroides hespenheidei ingår i släktet Ptesimogastroides och familjen bracksteklar. Inga underarter finns listade i Catalogue of Life.